# Масовна гробница у Милешеву
Масовна гробница у Милешеву откривена је 2005. године у граду Малишево, на Косову и Метохији. У масовној гробници су пронађена тела 12 српских цивила и једног етничког Бугарина, које је током рата на Косову и Метохији погубила паравојна Ослободилачка војска Косова.

## Увод
Између 17. и 20. јула 1998. године, паравојна организација позната као Ослободилачка војска Косова (ОВК) је покренула велику офанзиву у граду Ораховац, и његовој околини, у западном делу Косова и Метохије. Током офанзиве, ОВК је извршио отмицу 85 српских цивила из локалних српских села и манастира Зочиште. Цивили су отети углавном у периоду од 17. до 19. јула. Током офанзиве заузете су јавне институције као што су дом здравља и пошта.  Офанзива је пропала, а током повлачења, ОВК је у наредним данима ослободила 45 српских цивила, док је приближно 40 остало у притвору ОВК.

## Масакр
Према оптужници Специјалног суда за Косово против бившег председника Косова Хашима Тачија, током офанзиве у Ораховцу 17. јула 1998. године, 11 српских цивила које је ОВК заробила пребачено је у упориште ОВК у Малишеву. Заробљени цивили су били смештени у подруму зграде где су већ била два притворена цивила, и били су подвргнути премлаћивању од стране припадника ОВК. Дана 19. јула 1998. године, заробљеници су смештени у комби и одвезени на оближњу локацију. На том месту је 13 заробљеника погубљено и затим сахрањено.

## Последице
Гробница је откривена у мају 2005. године, близу болнице у Малишеву, на отприлике 100 метара од главног пута који пролази кроз Малишево. Откриће је уследило месец дана након што је пронађена још једна масовна гробница у граду Клину, са 22 српска цивила. Тела 13 жртава идентификована су као 12 Срба и један етнички Бугарин, сви мушкарци старости између 24 и 70 година. Четворица бивших високих званичника ОВК, укључујући Кадрија Веселија, Хашима Тачија, Јакупа Краснићија и Реџепа Сељимија, оптужени су за разне ратне злочине, укључујући масакр 13 цивила у Малишеву.